# Renault 9/11
Søstermodellerne Renault 9 og Renault 11 − kort R9 og R11 − fra den franske bilfabrikant Renault var små mellemklassebiler med tværliggende frontmotor og forhjulstræk.
Den i september 1981 introducerede R9 var en klassisk sedan med fire døre. I maj 1983 kom den tre- og femdørs hatchback R11 med stor bagklap på markedet.
I 1982 blev R9 kåret til Årets Bil i Europa.

## Historie
Modellerne Renault 9 og 11 var udviklet i samarbejde med American Motors Corporation (AMC). Da modelserien fra starten var planlagt til at skulle markedsføres i USA, fik modelserien navnet "Macadam Star". Journalisterne fra "Mac Banal Star" synes, at designet var meget originalt. Den i Amerika fremstillede 9'er hed Renault Alliance og 11'eren Renault Encore. Alliance fandtes i USA ligeledes som åben todørs cabriolet Convertible, som ikke kom til Europa.
Undervognen var ved R9's introduktion et stort fremskridt. McPherson-fjederben og lavtplacerede tværled på forakslen samt separate hjulophæng på langsgående led i forbindelse med torsionsstave (to eller fire alt efter version) på bagakslen gav såvel god traktion som god kørekomfort. Hele forakslen samt styretøjet og drivlinjen med motor- og gearkasseenheder var monteret på en stiv underramme, som var fastgjort til forvognen med kun fire befæstigelsesbolte. De lange fjederveje på begge aksler muliggjorde en komfortabel, ikke for stram kørefornemmelse, som havde betydeligt lavere sidehældning på opbygningen end forgængeren R14.
Denne biltype havde med et godt vægt/effekt-forhold og en god aerodynamik tilsvarende præstationer. Som følge af sin høje tilforladelighed, vedligeholdelsesvenlighed og lave brændstofforbrug var R9 og R11 i deres samlede levetid meget udbredte i hele Vesteuropa.
For passagerernes komfort sørgede de forreste "svingsæder", hvor sædefladens hældningsvinkel ændrede sig ligesom på en lænestol og tilpasset brugerens behov. Sammen med denne specielle skinnekonstruktion, fyldte de langsgående sædejusteringsskinner knap halvdelen af ellers (kaldet "Monotrace-sæde"), hvilket tillod bagsædepassagererne at placere deres fødder bekvemt til venstre og højre under forsæderne. Med skiftet til R19 blev denne specielle løsning afskaffet til fordel for bredere sædeflader.
Basismotoren var den kendte og gennemprøvede Cléon-Fonte firecylindrede OHV-benzinmotor på 1108 cm³ med 35 kW (48 hk). Alternativerne var Cléon-Fonte på 1237 cm³ med 40 kW (54 hk), 1397 cm³-sugemotorer med 44 kW (60 hk) (til normalbenzin), senere 49 kW (67 hk) og også med automatgear op til 1397 cm³-turboversionen (frem til 1986 i Phase I med fire forlygter) med 77 kW (105 hk), senere 85 kW (115 hk) (til Frankrig og Schweiz 88 kW (120 hk)), samt den mere moderne F2N/F3N-motor med overliggende, tandremsdrevet knastaksel på 1721 cm³ med 59 kW (80 hk), senere 66 kW (90 hk) eller på GTE-modellen med benzinindsprøjtning og 69 kW (94 hk). I Tyskland og Schweiz kunne denne motor fra og med modelår 1986 også leveres med ureguleret katalysator, elektronisk benzinindsprøjtning og en effekt på 55 kW (75 hk). En 1595 cm³-dieselmotor af type F8M med 40 kW (54 hk) fuldendte modelprogrammet.
Som basis for rallysporten tjente i første række turboversionerne, som Renault Sport i de internationale grupper N og A havde ladet homologere. Renault udviklede ligeledes en prototype med firehjulsstyring, som dog aldrig gik i serieproduktion.
- Bagfra
- Kabine
- Renault 9 TSE (1986)
- Renault 11 (1983–1986)
- Bagfra
- Kabine

### Facelift
I oktober 1986 gennemgik såvel R9 som R11 et facelift, hvor specielt fronten blev modificeret. De karakteristiske små rektangulære, dobbelte forlygter (Phase I) måtte vige pladsen for større, lidt skråt hældende mere simple forlygter hhv. på de bedre udstyrede modeller som TXE/GTE bredere dobbeltkammerlygter. Også de forreste blinklys blev flyttet fra kofangeren til forlygterne (Phase II). Hertil kom mørkere baglygter samt flytning af den bageste nummerplade til kofangeren. Voluminøsere (i visse tilfælde også lakerede) kofangere med tydelige spoilerkantpræg fortil og udstødningsrensede motorversioner til visse markeder som Tyskland og Schweiz sørgede for en øget efterspørgsel. Det samlede indtryk af bilen var kantet og tidssvarnede.
Produktionen af R9 og R11 blev afsluttet i december 1988 med skiftet til den af det italienske designfirma Italdesign (også kendt som Disegno Giugiaro) designede Renault 19.
- Renault 9 (1986–1988)
- Renault Alliance Cabriolet (kun USA)
- Renault 11 (1986–1988)

## Motorer
| Model                  | Slagvolume cm³ | Max. effekt kW (hk) / omdr. | Max. drejningsmoment Nm / omdr. | Motortype           | 0-100 km/t sek. | Topfart km/t | Byggeår           |
| ---------------------- | -------------- | --------------------------- | ------------------------------- | ------------------- | --------------- | ------------ | ----------------- |
| Benzinmotorer          |                |                             |                                 |                     |                 |              |                   |
| C / TC / GTC           | 1108           | 35 (48) / 5250              | 80 / 2500                       | C1E 715/720         | 21,6            | 140          | 9/1981 − 5/1987   |
| C / TC                 | 1237           | 40 (54) / 5250              | 88 / 3000                       | C1G 700/710         | 16,0            | 146          | 9/1985 − 12/1988  |
| TL / GTL / TLE         | 1397           | 44 (60) / 5250              | 102 / 3000                      | C1J 715/C2J 730     | 15,7            | 155          | 12/1981 − 12/1988 |
| TL / GTL               | 1397           | 49 (67) / 5250              | 106 / 3000                      | C2J 720/766/767/768 | 15,0            | 158          | 9/1985 − 12/1988  |
| Automatic              | 1397           | 49 (67) / 5250              | 106 / 3000                      | C2J 718/757         | 17,5            | 153          | 9/1981 − 12/1985  |
| TSE / GTS / Electronic | 1397           | 53 (72) / 5750              | 106 / 3500                      | C2J 717/755         | 13,0            | 161          | 5/1983 − 12/1985  |
| GTX / TXE              | 1721           | 59 (80) / 5000              | 133 / 3250                      | F2N 700/704         | 12,0            | 170          | 10/1983 − 12/1987 |
| GTX / TXE              | 1721           | 66 (90) / 5500              | 138 / 3000                      | F2N 708/710/798     | 10,7            | 177          | 10/1984 − 12/1988 |
| GTX / TXE              | 1721           | 55 (75) / 5500              | 130 / 2750                      | F3N 718             | 12,5            | 165          | 10/1984 − 12/1988 |
| GTE                    | 1721           | 69 (94) / 5200              | 143 / 3000                      | F3N 708             |                 |              | 6/1987 − 12/1988  |
| Turbo                  | 1397           | 77 (105) / 5500             | 162 / 2500                      | C1J 760/764         | 9,0             | 186          | 4/1984 − 12/1986  |
| Turbo                  | 1397           | 85 (115) / 5750             | 165 / 3000                      | C1J 770/782         | 8,5             | 190          | 12/1986 − 12/1988 |
| Dieselmotorer          |                |                             |                                 |                     |                 |              |                   |
| TD / GTD / TDE         | 1595           | 40 (54) / 4800              | 102 / 2250                      | F8M 700/720/730     | 19,0            | 146          | 10/1982 − 12/1988 |

1. ↑  Med ureguleret katalysator og benzinindsprøjtning til Tyskland og Schweiz
2. ↑  Med benzinindsprøjtning
3. ↑  For Frankrig og Schweiz 88 kW (120 hk)

## Øvrigt
Bemærkelsesværdig var Renault 11 TSE Electronic, som i slutningen af 1983 blev udviklet på basis af TSE og var udstyret med en karburatormotor på 1,4 liter (1397 cm³) eller fra 1984 en 1,7-litersmotor (1721 cm³) i TXE-modellen. Modellen var udstyret med digitale betjeningselementer og en syntetisk stemmestyring, som gjorde føreren opmærksom på f.eks. at dørene ikke var korrekt lukkede, at lygterne efter afbrydelse af tændingen ikke var slukkede eller at motoren var for varm. Et Audio HiFi-system (4 × 20 Watt udgangseffekt) fra Philips, som kunne styres fra rattet, fuldendte denne models usædvanlige udstyrsomfang. Det var den første franske serieproducerede bilmodel med disse funktioner, som siden har været standard på flere andre Renault-modeller som f.eks. R25 eller Safrane, hvor bilen kunne kommunikere ved hjælp af en syntetisk stemme.
Derudover har der været flere forskellige specialmodeller. Meget udbredt var versionerne Spring (i hvid) hhv. Spring 2 (i sølvmetallic). Begge to fandtes kun i den i slutningen af 1986 introducerede, faceliftede udgave.